# ATP Challenger Series 1978
In der folgenden Tabelle werden die Turniere der professionellen Herrentennis-Saison 1978 der ATP Challenger Series dargestellt. Sie bestand aus 18 Turnieren mit einem Preisgeld von jeweils 25.000 US-Dollar. Es war die erste Ausgabe des Challenger-Turnierzyklus.

## Turnierplan

### Januar
| Datum1 | Ort      | Turnier             | Preisgeld | Draw    | Belag2    | Sieger Einzel   | Sieger Doppel               |
| ------ | -------- | ------------------- | --------- | ------- | --------- | --------------- | --------------------------- |
| 09.01. | Auckland | New Zealand Open    | $ 25.000  | 32E/16D | Hartplatz | Eliot Teltscher | Chris Lewis Russell Simpson |
| 09.01. | Hobart   | Tasmania Challenger | $ 25.000  | 32E/16D | Hartplatz | Bob Carmichael  | Chris Kachel John Marks     |

### Februar
keine Turniere in diesem Monat

### März
keine Turniere in diesem Monat

### April
keine Turniere in diesem Monat

### Mai
keine Turniere in diesem Monat

### Juni
| Datum1 | Ort        | Turnier               | Preisgeld | Draw    | Belag2 | Sieger Einzel      | Sieger Doppel                  |
| ------ | ---------- | --------------------- | --------- | ------- | ------ | ------------------ | ------------------------------ |
| 19.06. | Shreveport | Shreveport Challenger | $ 25.000  | 64E/32D | Rasen  | Francisco González | Ramiro Benavides Réjean Genois |
| 25.06. | Birmingham | Birmingham Challenger | $ 25.000  | 64E/32D | Sand   | Deon Joubert       | Mike Cahill Marcelo Lara       |

### Juli
| Datum1 | Ort            | Turnier                   | Preisgeld | Draw    | Belag2    | Sieger Einzel   | Sieger Doppel                         |
| ------ | -------------- | ------------------------- | --------- | ------- | --------- | --------------- | ------------------------------------- |
| 03.07. | Asheville      | Asheville Challenger      | $ 25.000  | 64E/32D | Sand      | Eliot Teltscher | Ramiro Benavides Réjean Genois        |
| 10.07. | Raleigh        | Raleigh Challenger        | $ 25.000  | 64E/32D | Sand      | Mike Cahill     | Francisco González Christopher Sylvan |
| 17.07. | Hilton Head    | Hilton Head Challenger    | $ 25.000  | 64E/32D | Sand      | Ricardo Acuña   | Kevin Curren Peter Rennert            |
| 24.07. | Virginia Beach | Virginia Beach Challenger | $ 25.000  | 64E/32D | Hartplatz | Deon Joubert    | Kevin Curren Peter Rennert            |
| 31.07. | Wall           | Wall Challenger           | $ 25.000  | 64E/32D | Hartplatz | Johan Kriek     | Kevin Curren Peter Rennert            |

### August
| Datum1 | Ort       | Turnier              | Preisgeld | Draw    | Belag2    | Sieger Einzel   | Sieger Doppel           |
| ------ | --------- | -------------------- | --------- | ------- | --------- | --------------- | ----------------------- |
| 07.08. | Cape Cod  | Cape Cod Challenger  | $ 25.000  | 64E/32D | Hartplatz | Russell Simpson | Matt Mitchell Bill Maze |
| 14.08. | Lancaster | Lancaster Challenger | $ 25.000  | 64E/32D | Hartplatz | Erik van Dillen | Matt Mitchell Bill Maze |

### September
| Datum1 | Ort          | Turnier                 | Preisgeld | Draw    | Belag2    | Sieger Einzel | Sieger Doppel               |
| ------ | ------------ | ----------------------- | --------- | ------- | --------- | ------------- | --------------------------- |
| 25.09. | Tinton Falls | Tinton Falls Challenger | $ 25.000  | 64E/32D | Hartplatz | Sashi Menon   | Keith Richardson John Sadri |
| 25.09. | Lincoln      | Lincoln Challenger      | $ 25.000  | 64E/32D | Hartplatz | John Sadri    | Keith Richardson John Sadri |

### Oktober
| Datum1 | Ort            | Turnier                   | Preisgeld | Draw    | Belag2    | Sieger Einzel | Sieger Doppel                |
| ------ | -------------- | ------------------------- | --------- | ------- | --------- | ------------- | ---------------------------- |
| 02.10  | Salt Lake City | Salt Lake City Challenger | $ 25.000  | 64E/32D | Hartplatz | Kevin Curren  | Marcelo Lara John Whitlinger |
| 16.10. | San Ramon      | San Ramon Challenger      | $ 25.000  | 64E/32D | Hartplatz | Tim Wilkison  | Marcelo Lara John Whitlinger |
| 16.10. | Tel Aviv       | Tel Aviv Challenger       | $ 25.000  | 32E/16D | Hartplatz | Tom Okker     | Peter Feigl Eric Friedler    |
| 23.10  | Pasadena       | Pasadena Challenger       | $ 25.000  | 64E/32D | Hartplatz | Jorge Andrew  | Tom Leonard Jerry Van Linge  |

### November
| Datum1 | Ort   | Turnier          | Preisgeld | Draw    | Belag2 | Sieger Einzel | Sieger Doppel         |
| ------ | ----- | ---------------- | --------- | ------- | ------ | ------------- | --------------------- |
| 20.11. | Kyōto | Kyoto Challenger | $ 25.000  | 32E/16D | Sand   | Ross Case     | Ross Case Tony Graham |

### Dezember
keine Turniere in diesem Monat
- 1 Turnierbeginn (ohne Qualifikation)
- 2 Das Kürzel „(i)“ (= indoor) bedeutet, dass das betreffende Turnier in einer Halle ausgetragen wurde.